# 1418 Fayeta
1418 Fayeta este un asteroid din centura principală, descoperit pe 22 septembrie 1903, de Paul Götz.

## Numele asteroidului
Asteroidul a primit numele în onoarea astronomului Gaston Fayet (1874–1967), director al Observatorului din Nisa.